# Вишеструко убиство у Јабуковцу
Вишеструко убиство у Јабуковцу десило се 27. јулa 2007. године, у селу Јабуковац код Неготина. Наоружан ловачком пушком, 39-годишњи Никола Радосављевић убио је девет мештана, а троје теже ранио.

## Хронологија
Радосављевић је око 17 часова претукао своју супругу, а затим је скочио у бунар с намером да изврши самоубиство. Међутим, његов комшија га је извукао из бунара и пружио му помоћ. После неколико минута, Радосављевић је отишао до своје куће и узео пушку. Упутио се према селу и најпре убио три особе − Вељка Ђорђевића (58), његовог сина Драгана (22), и ташту Марину Куткуреновић (75).
Затим је усмртио још шест особа − супружнике Драгињу (55) и Бранислава Боронгића (57), Персу Банковић (37), Бранислава Бадејевића (30), Срђана Бађикића (15) и Анику Чогић (62). Тешко је ранио Синишу Бађикића (36) и Вануцу Бадеревић (70), чије је здравствено стање касније стабилизовано.
Према речима његових родитеља Петра и Зоре, Никола је више пута на подстрек супруге и брата одлазио на психијатријске прегледе али то није имало никаквог ефекта јер се брзо након тога враћао кући. Последњих дана пред масакр често је умишљао да га неко прати и жели да му нанесе зло. 

## Хапшење
Сутрадан 28. јулa, након неуспелог покушаја самоубиства, Радосављевић је око 1:30 ухапшен на сеоском гробљу и одведен најпре у неготинску болницу где му је указана прва помоћ, а потом на одељење грудне хирургије у Нишу. Радосављевић је за убиства окривио „црну магију“. Данас, Никола се лечи на психијатрији болнице Централног затвора у Београду. Према речима његовог оца у једном интервјуу из 2012. године, Никола и даље није свестан злочина који је починио. Ожиљци, ране и горка сећања на овај догађај још увек не могу да се забораве у Јабуковцу нити могу да зарасту.